# Rolf Sakulowski
Rolf Sakulowski (* 1968 in Weida) ist ein deutscher Filmregisseur, Drehbuchautor und Schriftsteller.

## Leben
Nach seinem Abitur arbeitete Rolf Sakulowski von 1987 bis 1990 als Kamera-Assistent im DEFA-Studio für Dokumentarfilme in Potsdam-Babelsberg. Von 1990 bis 1994 studierte er an der Hochschule für Film und Fernsehen „Konrad Wolf“ Potsdam-Babelsberg und schloss mit dem Diplom in der Fachrichtung Kamera ab. Seit 1995 arbeitet er als Regisseur und Autor, führt projektbezogene Langzeitrecherchen zur polizeilichen Intervention und Ethik in Krisenfällen durch und hält Film-Seminare an der Hochschule für Film und Fernsehen „Konrad Wolf“ Potsdam-Babelsberg und der Hochschule Magdeburg-Stendal. Seit 2014 arbeitet er auch als Schriftsteller und hat mehrere Kriminalromane und Romane mit Thüringer Lokalkolorit veröffentlicht.
Rolf Sakulowski wohnt mit seiner Familie in Potsdam-Babelsberg. Er ist der Sohn von Horst Sakulowski.

## Werke

### Filme (Auswahl)
- 1993: Gruppenbild mit Maske – Regie, Drehbuch, Kamera (Kino-Dokumentarfilm)
- 1994: Zwischenlandung – Regie, Drehbuch  (Spielfilm)
- 1996: Die Olsenbande läßt grüßen – Regie, Drehbuch (TV-Dokumentarfilm)
- 2004: Das Vermächtnis – Regie (Spielfilm)
- ab 2013: Sendereihe PUR+ (8 Episoden)
- ab 2014: Sendereihe "Der Osten – entdecke wo du lebst" im  MDR (2 Episoden)

### Bücher
- Das Feengrottengeheimnis. Sutton Verlag, 2014, ISBN 978-3-9540-0389-1.
- Die Gloriosa-Verschwörung. Emons Verlag, 2018, ISBN 978-3-7408-0424-4.
- Scherz und Gewissen – Der Künstler Horst Sakulowski – Biografie. Förster & Borries, 2018, ISBN 978-3-9448-8110-2.
- Jägerstein. Emons Verlag, 2020, ISBN 978-3-7408-0817-4.
- Verlorenwasser. Emons Verlag 2023, ISBN 978-3-7408-1444-1.
- Das Elisabeth-Rätsel. Emons Verlag 2023, ISBN 978-3-7408-1942-2